# Rimapenaeus faoe
Rimapenaeus faoe är en kräftdjursart som först beskrevs av Obarrio 1954.  Rimapenaeus faoe ingår i släktet Rimapenaeus och familjen Penaeidae. Inga underarter finns listade i Catalogue of Life.